# 田中健太 (1988年生のラグビー選手)
田中 健太（たなか けんた、1988年3月18日 - ）は、日本の元ラグビー選手。

## プロフィール
- 兵庫県宝塚市出身。
- ポジションはセンター(CTB)。かつてはウィング(WTB)だった[1]。
- 身長 175cm、体重 92kg
- ニックネームはけんた。

## 来歴
2006年、大工大高校卒業後、関西学院大学に入学する。
2009年、関西学院大学ラグビー部のBKリーダーに就任した。
2011年、関西学院大学卒業後、クボタスピアーズに加入。
2014年、ドーピング検査で禁止薬物ツロブテロールが検出されたため、３か月間資格停止処分を受けた。
2020年、現役を引退した。